# 北貝爾波特 (紐約州)
北貝爾波特（英語：North Bellport）是位於美國紐約州薩福克縣的普查規定居民點。

## 人口
根據2020年美國人口普查的數據，北貝爾波特的面積為12.71平方千米，皆為陸地。當地共有人口11900人，而人口密度為每平方千米936.27人。